# Chōshinsei Flashman
Chōshinsei Flashman (超新星フラッシュマン Chōshinsei Furasshuman?) (traducido como Supernova Flashman) es la décima temporada de la franquicia Super Sentai Series producida por Toei Company y emitida en TV Asahi del 1 de marzo de 1986 al 21 de febrero de 1987, constando de 50 episodios. Fue la primera temporada de Super Sentai que introdujo dos robots gigantes.

## Argumento
En 1966, cinco niños son secuestrados por un grupo alienígena conocido como los Cazadores Alienígenas, que trabajan para el Imperio del Experimento Reconstructivo Mess, que buscaban muestras humanas para experimentar. Los niños son rescatados por los archienemigos de Mess, la raza alienígena Flash, que se llevó a cada uno a un planeta diferente del sistema solar Flash para entrenarse. Cada uno fue entrenado por separado en una variedad de superpoderes que les permitirían luchar contra Mess, y sus cuerpos asimismo se adaptaron a la atmósfera del sistema solar Flash, lo que les dio habilidades especiales. Cuando finalmente regresaron a la Tierra en 1986 para combatir a Mess, que ahora está intentando invadirla, aprovechan la oportunidad para buscar a sus parientes biológicos. Después descubren que su tiempo en la Tierra está limitado, ya que la atmósfera de la Tierra se ha convertido en venenosa para ellos, y en un año morirán por lo que se conoce como el fenómeno Anti-Flash.

## Personajes

### Flashman
Criados en las duras condiciones del planeta Flash y sus cuatro lunas, adquiriendo los poderes del sistema solar Flash, los Flashman fueron traídos allí con el objetivo de derrotar a Mess.
- Jin (ジン Jin?)/Red Flash (レッドフラッシュ Reddo Furasshu?) (Din es Hispanoamérica): Aprendió ciencia en el planeta desértico Flash Star, lo que le dio poderes mentales científicos, incluido un basto conocimiento de maquinaria. Secuestrado de la Tierra a los tres años, un cazador alienígena le provocó una cicatriz en el proceso. Como era el mayor de los cinco secuestrados, sus recuerdos sobre el secuestro son los más fuertes, aunque aún difusos. Es el más fuerte del equipo, y como el mayor, toma un papel de hermano mayor, lo que le convierte en un líder fuerte.
- Dai (ダイ Dai?)/Green Flash (グリーンフラッシュ Gurīn Furasshu?) (Dan en Hispanoamérica): Adquirió gran fuerza física entrenándose en el planeta rocoso Green Star, sufriendo el mayor daño físico comparado con sus compañeros. Hace amistad con el boxeador Ryū Wakakusa, que le entrena aún más en sus habilidades de boxeo. Aunque muestra un exterior frío, en realidad es una persona muy cálida y encantadora. Su punto débil son las mujeres, y le encanta la naturaleza y el ramen.
- Bun (ブン Bou?)/Blue Flash (ブルーフラッシュ Burū Furasshu?) (Go en Hispanoamérica): Adquirió velocidad y agilidad en los desiertos del planeta Blue Star. Aprendió técnicas de supervivencia, como sobrevivir 30 días con un vaso de agua, y a escalar muros. Es sarcástico, y como el más joven del equipo, es el que más anhela reencontrarse con sus padres.
- Sara (サラ Sara?)/Yellow Flash (イエローフラッシュ Ierō Furasshu?): Desarrolló una mente aguda en el planeta de hielo Yellow Star, y la mayoría de la gente suele verla como alguien seria y fría. Sin embargo, es una persona que se preocupa por los demás. Puede analizar los ataques y estrategias de los villanos. Su nombre completo es Sara Tokimura (時村 サラ).
- Lou (ルー Rū?)/Pink Flash (ピンクフラッシュ Pinku Furasshu?) (Lu en Hispanoamérica): Desarrolló una increíble capacidad de salto en el planeta de alta gravedad Pink Star. Posee una inmensa fuerza física, que puede hacerla agotarse fácilmente.

#### Arsenal
- Prism Flash (プリズムフラッシュ Purizumu Furasshu?): El dispositivo de transformación de Flashman. Se transforman gritando "Prism Flash!" Cuando se forma el traje, gritan "Shut Goggle!" (シャットゴーグル Shatto Gōguru?) para cerrar los visores.
- Prism Shooter (プリズムシューター Purizumu Shūtā?): Las armas básicas del equipo. Se pueden usar como pistolas láser, o separadas en espadas y escudos.
- Rolling Vulcan (ローリングバルカン Rōringu Barukan?): El cañón definitivo del equipo, que se forma a partir de las cinco armas Vul.

- Prism Holy Sword (プリズム聖剣 Purizumu Seiken?): El arma personal de Red Flash, una espada.
- Prism Kaiser (プリズムカイザー Purizumu Kaizā?): El arma personal de Green Flash, un par de guantes.
- Prism Ball (プリズムボール Purizumu Bōru?): El arma personal de Blue Flash, una esfera que sirve como escudo.
- Prism Batons (プリズムバトン Purizumu Baton?): El arma personal de Yellow Flash, un par de bastones.
- Prism Boots (プリズムブーツ Purizumu Būtsu?): El arma personal de Pink Flash, un par de botas.

#### Vehículos
- Flash Hawks (フラッシュホーク Furasshu Hōku?): Las motocicletas del equipo.
- Round Base (ラウンドベース Raundo Bēsu?): Una base con forma de caja que puede viajar al espacio. Trajo a los Flashman a la Tierra.

#### Mechas
- Flash King (フラッシュキング Furasshu Kingu?): El robot gigante de Flashman que se forma con el comando "Fusion! Flash Cross!" (合体! フラッシュクロス Gattai Furasshu Kurosu?).
  - Tank Command (タンクコマンド Tanku Komando?): El mecha de Red Flash. Suele estar en tierra, pero vuela para la formación de Flash King, formando el tronco. Se guarda en el frente del Star Condor.
  - Jet Delta (ジェットデルタ Jetto Deruta?): El mecha de Green Flash y Yellow Flash forma las extremidades derechas de Flash King. Se guarda en la parte trasera del Star Condor, a la derecha del Jet Seeker.
  - Jet Seeker (ジェットシーカー Jetto Shīkā?): El mecha de Blue Flash y Pink Flash, con un radar que le permite localizar cualquier señal alienígena. Forma las extremidades izquierdas de Flash King. Se guarda en la parte trasera del Star Condor, a la izquierda del Jet Delta.
- Flash Titan (フラッシュタイタン Furasshu Taitan?): El mecha con apariencia de tractor de los Flashman, que puede convertirse en modo volador. Su unidad tractora puede transformarse en Titan Boy (タイタンボーイ Taitan Bōi?) ante el comando "Flash Turn! Titan Boy!". Titan Boy también se puede combinar con el tráiler de Flash Titan para formar a Great Titan (グレートタイタン Gurēto Taitan?) con el comando "Flash Turn! Great Titan!".
- Star Condor (スターコンドル Sutā Kondoru?): Una fortaleza voladora con forma de avión que lleva los componentes de Flash King.

#### Aliados
- Mag (マグ Magu?): Un robot programado por los alienígenas de Flash Star para proteger la Round Base de intrusos. Después de ser capturado por los Flashman, Mag fue reprogramado para ayudarles. Él actualizo los prismas de sus cascos para darles nuevas armas prisma más fuertes cuando los oficiales de Mess aumentaron su poder. Mag también puede pilotar el Star Condor si fuera necesario.
- Doctor Tokimura (時村博士 Tokimura-hakase?): Un científico y hombre de familia que perdió a uno de sus hijos hace 20 años por culpa de los Alien Hunters. Como ellos borraron sus recuerdos del suceso, él creó una máquina del tiempo para regresar a esa época y recabar más información sobre el caso. Ayuda a los Flashman con sus invenciones. Al final de la serie, se entera de que Sara es su hija perdida.
- Setsuko Tokimura (時村節子 Tokimura Setsuko?): La esposa del Doctor Tokimura.
- Hero Titan (英雄・タイタン Eiyū Taitan?): (Dios Titan en Hispanoamérica) Un guerrero legendario del sistema Flash Star. Es quien sirvió de base para la creación de la tecnología Flashman. Era un soldado honorable que persiguió a Mess de planeta en planeta para detenerles. Como resultado de sus viajes lejos del sistema Flash, desarrolló el fenómeno Anti-Flash y murió en batalla contra Baraki.
- Le Baraki (レー・バラキ Rē Baraki?): La primera creación de Le Keflen. Luchó con Hero Titan, quien le rescató. Por admiración al coraje y honor del guerrero legendario, decidió desertar de Mess, y le prometió al agonizante Titan que entregaría a Flash Titan allá donde fuera necesario. Así, cayó en un sueño profundo a bordo del Flash Titan, quien siguió al Star Condor cuando llegó a la Tierra, y se quedó allí dormido hasta que se le necesitó. Cowler y el monstruo Drake le hirieron mortalmente. En su último aliento, intentó avisar a los Flashman de un punto débil suyo que podía ser su condena, pero expiró antes de lograrlo.
- Sibert (シベール Shibēru?) (Sibéria en Hispanoamérica): Una mujer al servicio de Sir Cowler desde temprana edad, responsable de los experimentos secretos de Mess. Al conocer a Din (a quien secretamente teletransporto al laboratorio oculto) decide desertar poniéndose en contra de los planes de Cowler y Mess. Posteriormente durante la batalla revelaría su verdadera naturaleza.

### Imperio del Experimento Reconstructivo Mess
El Imperio del Experimento Reconstructivo Mess (改造実験帝国メス Kaizō Jikken Teikoku Mesu?) conquista planetas y utiliza a sus formas de vida como materia prima en sus experimentos. Su meta es transformar a su líder Ra Deus en la criatura más fuerte del universo a través de bio-mejoras repetidas.
- Gran Emperador Ra Deus  (大帝ラー・デウス Daitei Rā Deusu?): El líder de Mess, que busca convertirse en la forma de vida definitiva. Para conseguirlo, ha reclutado a varios grandes doctores a lo largo de eones, algunos secuestrados como el Dr. Keflen. Así, se ha hecho varias operaciones reconstructivas en esos años. Puede lanzar rayos de energía de sus dedos para castigar a sus oficiales.
- Gran Doctor Re Keflen (大博士リー・ケフレン Dai Hakase Rī Kefuren?): Originario de la Tierra hace 300 años, Keflen fue secuestrado por Deus, quien le transformó y educó para ser su mano derecha y creador de los Guerreros Bestia del imperio. Con los años ha llegado a creerse un dios.
- Le Wanda (レー・ワンダ Rē Wanda?): Un espadachín con apariencia de cebra con alas, lleno de orgullo y exceso de confianza en sí mismo. Se cree un ser superior, pero siente asco cuando Keflen le dice que es un ser formado a partir de cinco criaturas ordinarias y grotescas.
- Le Nefer (レー・ネフェル Rē Neferu?): Una leal soldado con apariencia de leopardo, astuta y cruel. Fue una de las primeras creaciones de Keflen. Tiene talento para el disfraz y suele pillar a los Flashman desprevenidos para atacarles.
- Le Galus (レー・ガルス Rē Garusu?): Un enorme y fuerte comandante fabricado a partir de genes de bestias salvajes. Este monstruo no habla, sino que ruge mientras lucha con los Flashman.
- Wolk (ウルク Uruku?) y Kilt (キルト  Kiruto?): Los ayudantes de Nefer, creados a partir de un lobo y un gato.
- Alien Hunters (エイリアンハンター Eirian Hantā?): Son una banda de caza-recompensas que trabajaron sobre todo para Mess para conseguir formas de vida para experimentos.
  - Sir Cowler (サー・カウラー Sā Kaurā?): El líder de los Alien Hunters. Fue el que secuestro a los cinco niños que se convertirían en Flashman.
  - Bo Gardan (ボー・ガルダン Bō Garudan?): El ayudante del líder de los Alien Hunters. Está armado con un par de bastones de acero.
- Kuragen (クラーゲン Kurāgen?): Un monstruo gigante creado a partir de ADN de medusa que agranda a los monstruos por transferencia de energía, encogiendose él mismo en el proceso.
- Zolohs (ゾロー Zorō?): Los soldados de campo que Mess produce en masa. Tienen ojos verdes y un caparazón rojo. Escupen ácido por la boca que hace desaparecer a sus víctimas.

## Episodios
1. ¡Rápido! Salvad la Tierra (急げ! 地球を救え Isoge! Chikyū o Sukue?)
2. ¡Mirad! El robot gigante (見たか! 巨大ロボ Mita ka! Kyodai Robo?)
3. ¿Un viejo enemigo? ¡Cazador!! (宿敵? ハンター! Shukuteki? Hantā!?)
4. ¿Mag es un robot genio?! (マグは天才ロボ?! Magu wa Tensai Robo?!?)
5. ¡Al cuidado de las mujeres guerreras! (女戦士に御用心! Onna Senshi ni Go-yōjin!?)
6. ¡Ruge! Máquina (ほえろ! マシーン Hoero! Mashīn?)
7. ¡Globo! Conviértete en arma (風船よ武器になれ Fūsen yo Buki ni Nare?)
8. ¡Padre! ¡Madre! Hermana pequeña (父よ! 母よ! 妹よ Chichi yo! Haha yo! Imōto yo?)
9. El doctor que viaja en el tiempo (時をかける博士 Toki o Kakeru Hakase?)
10. ¡Ataque! La trampa de la chica de la flor (撃て! 花少女の罠 Ute! Hana Shōjo no Wana?)
11. Lou es la madre del Guerrero Bestia (ルーは獣戦士の母 Rū wa Jū Senshi no Haha?)
12. Súper Poder! Wanda (超パワー! ワンダ Chō Pawā! Wanda?)
13. ¡Batalla intensa! Peligro, Jin (激闘! 危うしジン Gekitō! Ayaushi Jin?)
14. ¿¡Amor!? Bun y la gánster (恋!? ブンとスケ番 Koi!? Bun to Sukeban?)
15. El robot gigante se ha gastado (巨大ロボ破れたり Kyodai Robo Yaburetari?)
16. El plan del humano Minimini (人間ミニミニ作戦 Ningen Minimini Sakusen?)
17. ¡El misterioso coche gigante temerario! (謎の巨大暴走車! Nazo no Kyodai Bōsōsha!?)
18. ¡Gran cambio de tornas! El robot transformable (大逆転! 変身ロボ Dai Gyakuten! Henshin Robo?)
19. El aviso del moribundo Baraki (バラキ決死の伝言 Baraki Kesshi no Dengon?)
20. ¡Resurrección! ¡Robot gigante! (復活! 巨大ロボ! Fukkatsu! Kyodai Robo!?)
21. La afligida Sara (悲しみのサラ Kanashimi no Sara?)
22. ¡S.O.S.! ¡Phoenix! (SOS! 不死鳥! Esu Ō Esu! Fushichō!?)
23. ¡Por favor, latido! (お願いドキドキ! Onegai Dokidoki!?)
24. Las vacaciones de verano ocultas (オカルト夏休み Okaruto Natsuyasumi?)
25. Date prisa, Jin, la fusión es imposible (急げジン合体不能 Isoge Jin Gattai Funō?)
26. Cocina de calabaza espacial (宇宙カボチャ料理 Uchū Kabocha Ryōri?)
27. El puñetazo de amistad de Dai (ダイ友情のパンチ Dai Yūjō no Panchi?)
28. ¡Sublime! El fiero Garus (壮絶! 炎のガルス Sōzetsu! Honō no Garusu?)
29. La monstruosa guerrera Wandarla (妖獣士ワンダーラ Yōjūshi Wandāra?)
30. La bizarra Neferula (怪奇ネフェルーラ Kaiki Neferūra?)
31. ¡Se ha esfumado! El poder de los 5 (消えた! 5人の力（パワー） Kieta! Gonin no Pawā?)
32. Nos gustas, nos gustas, Mag, nos gustas (すきすきマグすき Suki Suki Magu Suki?)
33. ¡Papá no va a perder! (パパは負けない! Papa wa Makenai!?)
34. Bun desapareció en los rápidos (激流に消えたブン Gekiryū ni Kiąeta Bun?)
35. El dueto del cielo estrellado (星空のデュエット Hoshizora no Dyuetto?)
36. El impresionante bicho maravilla (ドッキリ不思議虫 Dokkiri Fushigi Mushi?)
37. El primer amor de un fantasma (幽霊の初恋 Yūrei no Hatsukoi?)
38. ¿¡El día que Jin muere!? (ジンが死ぬ日?! Jin ga Shinu Hi?!?)
39. Arde, enfurecida Sara (燃えろ怒りのサラ Moero Ikari no Sara?)
40. La ciudad de la ejecución, Operación XX (処刑都市XX作戦 Shokei Toshi Daburu Kurosu Sakusen?)
41. Dai se convierte en niño (子供にされたダイ Kodomo ni Sareta Dai?)
42. ¡No lloréis! Mujeres guerreras (泣くな!女戦士 Naku na! Onna Senshi?)
43. ¡La traición de Cowler! (カウラーの反逆! Kaurā no Hangyaku!?)
44. Aparecen los guerreros bestia de Deus (デウス獣戦士出現 Deusu Jū Senshi Shutsugen?)
45. ¡Guerrero! Abandona la Tierra (戦士よ地球を去れ Senshi yo Chikyū o Sare?)
46. ¡¡Solo 20 días de vida!! (たった20日の命!! Tatta Nijūnichi no Inochi!!?)
47. ¡Wanda! Grito de muerte (ワンダ! 死の絶叫 Wanda! Shi no Zekkyō?)
48. ¡¡El fin de Cowler!! (カウラーの最期!! Kaurā no Saigo!!?)
49. Contraataque, Ra Deus (逆襲ラー・デウス Gyakushū Rā Deusu?)
50. ¡Adiós! Nuestro planeta natal (さらば! 故郷の星 Saraba! Kokyō no Hoshi?)

## Películas
- Chōshinsei Flashman (超新星フラッシュマン Chōshinsei Furasshuman?): Estrenada el 15 de marzo de 1986
- Flashman: Big Rally! Titan Boy! (超新星フラッシュマン 大逆転! タイタンボーイ!! Chōshinsei furasshu man dai gyakuten! Taitanbōi!!?): Estrenada el 13 de marzo de 1987.

## Emisiones internacionales
- Brasil: La serie fue doblada al portugués por el estudio brasileño Álamo e inicialmente se emitió por la desaparecida Rede Manchete como Comando Estelar Flashman. Con el tiempo se convertiría en serie de culto junto a los tokusatsus Dengeki Sentai Changeman y Kyojuu Tokusou Juspion.
- Hispanoamérica: En Ecuador se emitió en Ecuavisa; en Perú, en Panamericana Televisión en 1994, dos años después de la emisión en ese país de Chōjū Sentai Liveman, serie Super Sentai que fue emitida en Japón originalmente 2 años después de Flashman; y se emitió varias veces a lo largo de los años en Bolivia, en RTP en 1989. A principio de los '90 se emitió como Comando Estelar Flashman en Uruguay los sábados por la mañana a través de Teledoce Televisora Color, compartiendo bloque con los cartoons de las Teenage Mutant Ninja Turtles. El doblaje al español fue realizado por el estudio brasileño Álamo, mismo responsable de su doblaje al portugués. De hecho, los mismos actores de voz brasileños hicieron ambos doblajes, mientras que el actor puertorriqueño Luis Antonio Rivera dio voz como narrador de episodios.
- Corea del Sur: Se emitió como Protectores de la Tierra Flashman (지구방위대 후뢰시맨, Jigu Bangwidae Hureoshimaen).
- Taliandia: Se emitió en Channel 7.
- Francia: Se emitió en TF1 como Flashman.

## Reparto
El doblaje al español hispanoamericano fue producido en Brasil por Álamo, que es la misma empresa que también hizo antes el doblaje al portugués brasileño. Todos los actores son iguales, excepto el narrador que hizo la voz en off desde Puerto Rico.

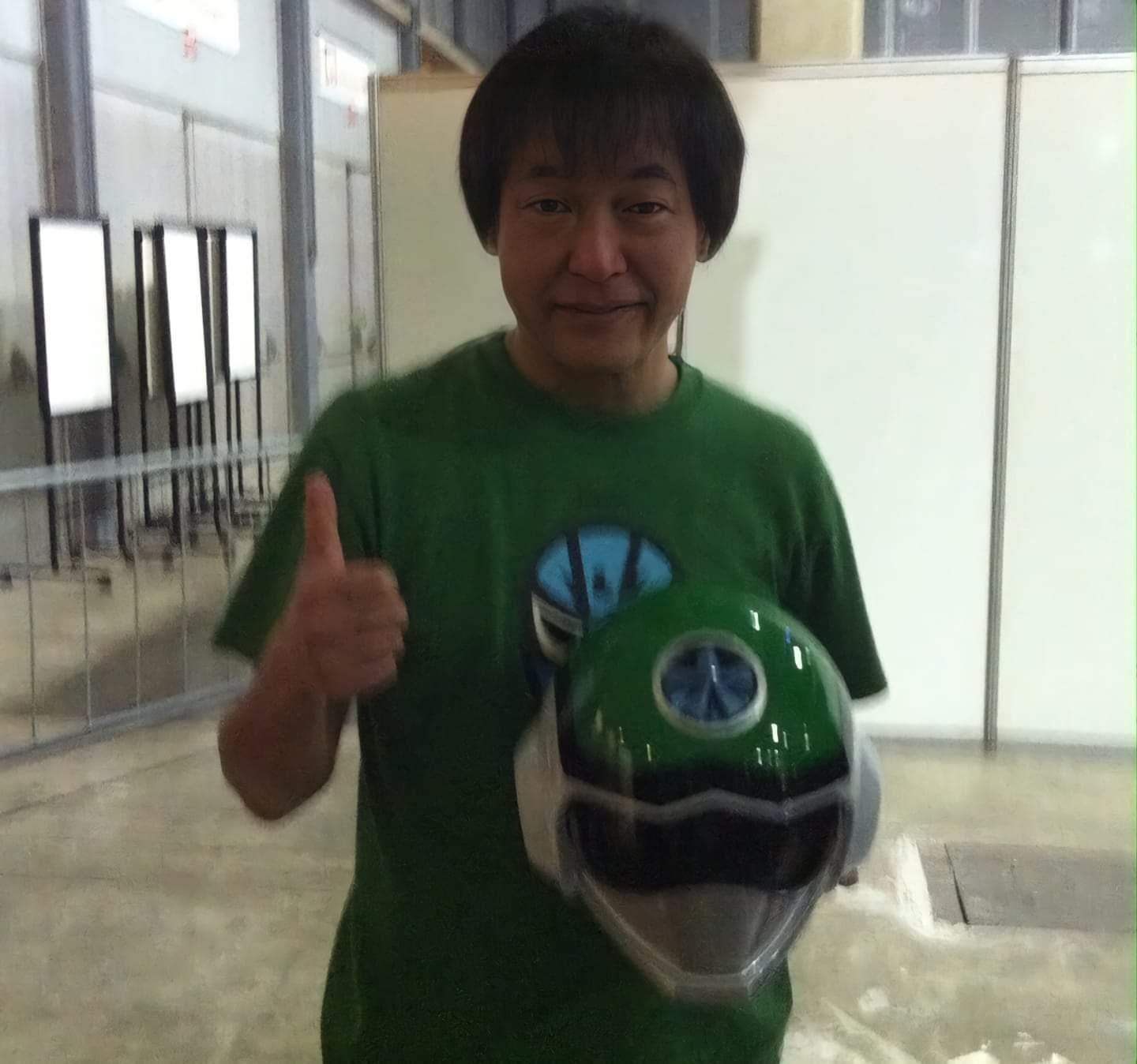
El actor japonés Kihachirō Uemura sostiene el casco de Green Flash.

| Personaje                  | Actor original        | Actor de doblaje                         |
| -------------------------- | --------------------- | ---------------------------------------- |
| Jin/Red Flash              | Tōta Tarumi           | Francisco Brêtas                         |
| Dan (Dai)/Green Flash      | Kihachirō Uemura      | Eduardo Camarão                          |
| Go (Bun)/Blue Flash        | Yasuhiro Ishiwata     | Carlos Laranjeira                        |
| Sara Tokimura/Yellow Flash | Yōko Nakamura         | Lúcia Helena                             |
| Lou (Lu)/Pink Flash        | Mayumi Yoshida        | Cristina Rodrigues                       |
| Dr. Tokimura               | Akira Ishihama        | Ricardo Medrado                          |
| Setsuko Tokimura           | Tamie Kubota          | Ivete Jaime                              |
| Midori Tokimura            | Yayoi Sato            | Letícia Quinto                           |
| Kaori Tokimura             | Megumi Kiyoto         | Dennise Simonetto                        |
| Gran Emperador Ra Deus     | Unshō Ishizuka        | Libero Miguel                            |
| Gran Doctor Lee Keflen     | Koji Shimizu          | Daoiz Cabezudo                           |
| Le Wanda                   | Yutaka Hirose         | Marcos Lender                            |
| Le Nefer                   | Sayoko Hagiwara       | Daisy Celeste Denise Moreno (episodio 8) |
| Le Galus                   | Hiroyuki Uchida       | Hiroyuki Uchida                          |
| Wolk                       | Miyuki Nagato         | Denise Moreno                            |
| Kilt                       | Yuko Kojima           | Ivete Jaime                              |
| Urk                        | Muyuki Nagato         | Sônia Regina Moreno                      |
| Sir Cowler                 | Jōji Nakata           | Muibo César Cury                         |
| Hero Titan/Bo Gardan       | Yoshinori Okamoto     | Ézio Ramos                               |
| Le Baraki                  | Banjo Ginga           |                                          |
| Mag                        | Hiroko Maruyama (Voz) | Nair Silva                               |
| Narrador                   | Eiichi Onoda          | Luis Antonio Rivera                      |

## Temas musicales

### Tema de apertura
- Chōshinsei Flashman (超新星フラッシュマン Chōshinsei Furasshuman?)
  - Letra: Kazunori Sonobe
  - Música: Yukihide Takekawa
  - Arreglos: Keiichi Oku
  - Intérprete: Taku Kitahara

### Tema de cierre
- ¡Pose de Pelea, Flashman! (ファイティングポーズ、フラッシュマン! Faitingu Pōzu, Furasshuman!?)
  - Letra: Kōhei Oikawa
  - Música: Yukihide Takekawa
  - Arreglos: Keiichi Oku
  - Intérprete: Taku Kitahara